# Farkaslyuk
Farkaslyuk är en ort i Ungern.   Den ligger i provinsen Borsod-Abaúj-Zemplén, i den norra delen av landet, 120 km nordost om huvudstaden Budapest. Farkaslyuk ligger 289 meter över havet och antalet invånare är 1 922.
Terrängen runt Farkaslyuk är platt österut, men västerut är den kuperad. Runt Farkaslyuk är det ganska glesbefolkat, med 50 invånare per kvadratkilometer. Närmaste större samhälle är Ózd, 3,9 km norr om Farkaslyuk. I omgivningarna runt Farkaslyuk växer i huvudsak lövfällande lövskog.